# ミエチスラオ・マリア・ミロハナ
ミエチスラオ・マリア・ミロハナ（ポーランド語: Mieczysław Maria Mirochna、1908年11月21日 - 1989年2月15日）は、ポーランド出身のカトリック教会神父でコンベンツァル聖フランシスコ修道会士。「けがれなき聖母の騎士聖フランシスコ修道女会」の創立者である。

## 生涯
アントニオ・ミエチスラオ・ミロハナ(Antoni Mieczysław Mirochna)は、1908年11月21日にヴォイチェフ(Wojciech)とMarii z domu Kawaの4人目の子供としてポーランドのボフニヤで生まれる。1926年6月にコンベンツアル聖フランシスコ修道会に入会。1929年9月15日に初誓願を宣立した。1930年、神学生であったミエチスラオは管区長会議へ出席するために長崎からポーランドに帰国していたマキシミリアノ・コルベ神父と出会う。
1930年8月25日、22歳の時にコルベ神父に同行しポーランドからシベリア経由で長崎に到着する。1931年9月16日に終生誓願を宣立し、1935年9月29日、東京でジャン・アレキシス・シャンボン大司教から司祭に叙階される。1936年から1941年まで長崎県にある聖母の騎士小神学校の校長を務め、1937年から1965年まで月刊『聖母の騎士』誌編集発行責任者、1940年から1952年にコンベンツアル聖フランシスコ会修道院院長並びに日本準管区長代行、1941年から1957年には日本準管区における修練長を務めた。1946年に養護施設「聖母の騎士園」を設立。1948年には「聖母の騎士養老院」を開設し、1958年まで施設長を務めた。
1949年12月8日（無原罪の聖母の祭日）に「けがれなき聖母の騎士聖フランシスコ修道女会」を創立。1969年には、日本政府より勲四等瑞宝章受章。社会福祉事業功労者として多数の賞を受賞した。1989年2月15日、長崎県諌早市小長井町にて死去。